# Georg Hoppe
Georg Hoppe (* 8. April 1783 in Klein-Zehmigkau bei Dessau; † 6. April 1833 ebenda) war ein Soldat und kämpfte als Oberst in Napoleons Rheinbundarmee und ab Januar 1814 gegen Napoleon.

## Leben
Georg Hoppe entstammte bäuerlichen Verhältnissen und wurde 1802 in das fürstliche Jägercorps zu Anhalt-Dessau aufgenommen.
Er wurde 1807 zum Offizier ernannt und nahm als Mitglied des I. Bataillon (Anhalt) des 5. Rheinbund-Regiments am Feldzug in Schlesien teil. 1809 kämpfte er unter Führung von General Marie François Rouyer in Tirol (→Tiroler Volksaufstand). Im darauffolgenden Jahr übernahm er im Stab von Marschall André Massénas das Amt des Zahlmeisters (→Napoleonische Kriege auf der Iberischen Halbinsel). Als sein Bataillon bei La Bisbal (14. September 1810) in spanische Gefangenschaft geriet, wurde er entlassen und kehrte im Frühjahr 1811 in die Heimat zurück.
Im Russlandfeldzug von 1812 diente Georg Hoppe in der Brigade Anting der 34. Division von General Joseph Morand des XI. Armeekorps von Marschall Charles Pierre François Augereau. Ende Januar 1813 wurde sein Bataillon von russischen Truppen in der Festung Danzig eingeschlossen und konnte erst am 2. Januar 1814 wieder abziehen.
Hoppe wurde zum Oberst ernannt und nahm mit dem neu errichteten Regiment Anhalt am Feldzug gegen Napoleon teil. Am 31. März 1814 verteidigte er unter Oberst August Karl von und zu Egloffstein Courtrai gegen die französischen Truppen unter Marschall Nicolas-Joseph Maison. Im Jahre 1815 nahm er an den Gefechten in Bouillon und Mezières teil.
Ende desselben Jahres konnte er nach Dessau zurückkehren. Hoppe starb zwei Tage vor seinem fünfzigsten Geburtstag am 6. April 1833 und fand dort auch seine letzte Ruhestätte.

## Auszeichnungen
- Chevalier der Ehrenlegion
- St.-Annen-Orden, 2. Klasse